# Adolphe Goemaere
Adolphe Goemaere, né le 7 mai 1895 à Saint-Josse-ten-Noode et mort le 12 septembre 1970 à Knocke-Heyst, est un imprimeur, éditeur et joueur de hockey sur gazon belge.

## Biographie
Adolphe Goemaere est le fils de Joseph Goemaere, éditeur, imprimeur du Roi, conseiller communal de Saint-Josse-ten-Noode, et de Valentine Florin. Veuf, son père se remarie avec la fille de Victor Jourdain.
En 1920, il est membre de l'équipe belge de hockey sur gazon, qui remporte la médaille de bronze. Huit ans plus tard, il termine quatrième avec l'équipe belge au tournoi olympique de 1928.

## Distinctions
- Officier de l'ordre de la Couronne

## Sources
- Ressource relative au sport :   - Olympedia